# Пирвели-Цкалтубо
Пирвели-Цкалтубо (груз. პირველი წყალტუბო) — село в Грузии, на территории Цхалтубского муниципалитета края (мхаре) Имеретия.

## География
Село находится в западной части Грузии, к западу от реки Цхалтубосцкали, на расстоянии приблизительно 2 километров (по прямой) к западу от города Цхалтубо, административного центра муниципалитета. Абсолютная высота — 108 метров над уровнем моря.

## Население
По результатам официальной переписи населения 2014 года, в Пирвели-Цкалтубо проживало 353 человека (167 мужчин и 186 женщин). В национальной структуре населения грузины составляли 100 %.
| Год  | Население, человек |
| ---- | ------------------ |
| 2002 | 503                |
| 2014 | ↘ 353              |